# L'Herbergement

L'Herbergement este o comună în departamentul Vendée, Franța. În 2009 avea o populație de 2,694 de locuitori.